# Köpings distrikt, Västmanland
Köpings distrikt är ett distrikt i Köpings kommun och Västmanlands län.
Distriktet ligger i och omkring Köping. 

## Tidigare administrativ tillhörighet
Distriktet inrättades 2016 och utgörs av det område Köpings stad omfattade intill 1971 och vari 1919 Köpings socken uppgick.
Området motsvarar den omfattning Köpings församling hade vid årsskiftet 1999/2000 och som den fick 1920 när stads och landsförsamlingarna gick samman.